# خابی مینبو
خابی مینبو (هلندی: Gaby Minneboo؛ زادهٔ ۱۲ ژوئن ۱۹۴۵) ورزشکار دوچرخه‌سواری پیست اهل هلند است.
وی در مسابقات کشوری و بین‌المللی در مجموع برندهٔ ۵ مدال طلا، ۳ مدال برنز شده‌است.